# 易経
『易経』（えききょう、正字体：易經、拼音: Yì Jīng）は、古代中国の書物で五経の一つ。著者は厳密には不明だが、『周易正義』等に載せる伝説では六十四卦を作ったのが伏羲、本文（卦爻辞）を作ったのが周公旦とされている。
中心思想は、陰陽二つの元素の対立と統合により、森羅万象の変化法則を説き、人間処世上の指針・教訓の書とされる。語句は簡潔で、含蓄が有るとされる。
「玄学」の立場からは『老子道徳経』・『荘子』と合わせて「三玄（の書）」と呼ばれる。
また、中国では『黄帝内經』・『山海經』と合わせて「上古三大奇書」とも呼ぶ。
周易の記事も参考のこと。

## 概要
儒教の基本書籍である五経の筆頭に挙げられる経典であり、『周易』（しゅうえき、Zhōu Yì）または単に『易』（えき）とも呼ぶ。通常は、基本の「経」の部分である『周易』に儒教的な解釈による附文（十翼または伝）を付け加えたものを一つの書とすることが多く、一般に『易経』という場合それを指すことが多いが、本来的には『易経』は卦の卦画・卦辞・爻辞部分の上下二篇のみを指す。
三易の一つであり、太古よりの占いの知恵を体系・組織化し、深遠な宇宙観にまで昇華させている。
古来、占いを重視する象数易と哲理を重視する義理易があり、象数易は漢代に、義理易は宋代に流行した。
『史記』日者列伝で長安の東市で売卜をしていた楚人司馬季主と博士賈誼との議論において、易は「先王・聖人の道術」であるという記述がある。

## 書名
この書物の本来の書名は『易』または『周易』である。『易経』というのは宋以降の名称で、儒教の経書に挙げられたためにこう呼ばれる。
なぜ『易』という名なのか、古来から様々な説が唱えられてきた。ただし、「易」という語がもっぱら「変化」を意味し、また占いというもの自体が過去・現在・未来へと変化流転していくものを捉えようとするものであることから、何らかの点で “変化” と関連すると考える人が多い。
有名なものに「易」という字が蜥蜴に由来するという “蜥蜴説” があり、蜥蜴が肌の色を変化させることに由来するという。
また、「易」の字が「日」と「月」から構成されるとする “日月説” があり、太陽と太陰（月）で陰陽を代表させているとする説もあり、太陽や月、星の運行から運命を読みとる占星術に由来すると考える人もいる。
伝統的な儒教の考えでは、『周易正義』が引く『易緯乾鑿度』の「易は一名にして三義を含む」という「変易」「不易」「易簡（簡易）」（かわる、かわらぬ、たやすい）の “三易説” を採っている。
また、『周易』の「周」は中国王朝の周代の易の意であると言われることが多いが、鄭玄などは「周」は「あまねく」の意味であると解している。しかし、『史記』日者列伝には、「周代において最も盛んであった」という記述がある。

## 『易経』の構成
現行『易経』は、本体部分とも言うべき（1）「経」（狭義の「易経」。「上経」と「下経」に分かれる）と、これを注釈・解説する10部の（2）「伝」（「易伝」または「十翼（じゅうよく）」ともいう）からなる。

### 経（卦爻辞）
「経」には、六十四卦のそれぞれについて、図像である卦画像と、卦の全体的な意味について記述する卦辞と、さらに卦を構成している6本の爻位（こうい）の意味を説明する384の爻辞(乾・坤にのみある「用九」「用六」を加えて数えるときは386)とが、整理され箇条書きに収められ、上経（30卦を収録）・下経（34卦を収録）の2巻に分かれる。別名を「卦爻辞」ともいう。中国思想研究家の浅野裕一は、最古の本である「上海簡本」を解読し、本来の易は経のみで、注はなく、易者の眼の前に六十四卦を一覧できる竹簡を置き、それを見て占っていたのだろうと推定している。

### 伝（十翼、易伝）
「伝」（「易伝」、「十翼」）は、「彖伝（たんでん）上・下」、「象伝（しょうでん）上・下」、「繋辞伝（けいじでん）上・下」、「文言伝（ぶんげんでん）」、「説卦伝（せっかでん）」、「序卦伝（じょかでん）」、「雑卦伝（ざっかでん）」の計10部である。これらの中で繋辞伝には小成八卦の記述はあるものの、大成卦の解説では大成卦を小成八卦の組み合わせとしては解しておらず、繋辞伝が最初に作られた「伝」と推測される。
- 「彖伝上・下」には、「周易上・下経」それぞれの卦辞の注釈が収められている。
- 「象伝上・下」には、各卦の象形の意味についての短い解説と、その爻辞の注釈が収められている。易占家の間では、前者部分を「大象」、後者部分を「爻伝」、というふうに呼称を区別していることがある。
- 「文言伝」では、六十四卦のうち最も重要かつ基本の位置づけにある二卦である、乾（けん）および坤（こん）について、詳しい訓詁的な解説がなされる。
- 「繋辞伝上・下」には、易の成り立ち、易の思想、占いの方式、など、『易』に関する包括的な説明が収められている。
- 「説卦伝」では、大成六十四卦のもととなる小成八卦の概念、森羅万象をこの八種の象に分類するその分類のされ方が、詳説される。
- 「序卦伝」には、現行の「周易上・下経」での六十四卦の並び方の理由が説明されている。
- 「雑卦伝」では、占いにあたって卦象を読み解く際の、ちょっとしたヒントが、各卦ごとに短い言葉で述べられる。着目ヒント集である。

「十翼」はすべて孔子の作という伝承があったが、後述のように北宋の欧陽脩が「『文言』・『説卦』の下は、皆な聖人（孔子）の作に非ず。而して衆説淆乱し、亦た一人の言にあらざる也。」と否定したものがほぼ定説化しており、現在では「繋辞伝上・下」を除くと孔子の作ではなく、戦国から秦漢の無名の人が儒家にひもづけたものであるとされている。
1973年、馬王堆漢墓で発見された帛書『周易』写本に「十翼」は無く、付属文書は二三子問・繋辞・易之義・要・繆和・昭力の六篇で構成されていた。中国思想研究家の浅野裕一は、「本来易と儒教とは関係がなかったはずだが、戦国時代には易の難解な内容を儒教的に解釈する注釈がいくつかあり、強引かつ牽強付会の説が多く唱えられた。」「現在の易経の版本では彖、象を本文に組み込んでいるが、最古の本である「上海簡本」ではそれがなく、経（卦爻辞）のみである。前漢の費直が彖、象を本文に付け加える形にしたのだ」としている。

### 現代
現代出版されている易経では、一つの卦に対して、卦辞、彖、象、爻辞の順でそれぞれが並べられていることが多く、「経」、「彖」、「象」を一体のものとして扱っている。たとえば「易―中国古典選10」では、一つの卦は、王弼・程頤にならい以下のように編集されている。

## 易の版本について
古くは三易（連山易・帰蔵易・周易）が存在したとされ、「連山」「帰蔵」を鄭玄はそれぞれ夏代・殷代の易と解している。「連山」「帰蔵」は後世に伝わっていない。ただし、王家台秦墓で発見された竹簡が「帰蔵」である可能性がある。王家台秦簡の記事も参考のこと。周易は主な版本が４つある。十三経注疏本・帛書本・上海簡本・阜陽本の４つである。
- 最もよく使われるのは清の阮元が校訂した十三経注疏本である。これは後漢末以来の石経の系統を伝えるもので、唐代の開成石経を更に校訂したものである。現在日本の易経の訳本では、岩波文庫版と徳間文庫版が十三経注疏本に依っている。なお、この系統の異本『周易折中』本に依っているのが朝日新聞社『中国古典選』版である。
- 馬王堆漢墓帛書本は、『六十四卦』と『易伝』六篇（繆和篇・衷篇・二三子問篇・昭力篇・要篇・繫辭篇）から成る。通行本と大きく異なる点として、六十四卦の順番と十翼の有無が挙げられる。馬王堆帛書の記事も参考のこと。これによった訳本は東方書店のものがあり、馬王堆漢墓帛書本や通行本だけでなく、上海博本・阜陽本など近年の他の出土資料の研究成果も踏まえた上で訳出されている。
- 1994年、香港の骨董市で発見された竹簡本は炭素年代測定で戦国時代のものだと分かっており、現存最古のものであるが、経の本文が部分的にしか残っていない。後にこの竹簡は上海博物館が購入したために「上博楚簡」「上海簡」と呼ばれる。郭店一号墓から盗掘されたものらしい[6]。なお、上海博楚簡『周易』には六十四卦があるのみで、「易伝」はない[9]。
- 阜陽漢簡『周易』。通行本には存在しない「卜辞」が付いている（元勇準『『周易』の儒教経典化研究 : 出土資料『周易』を中心に』）。

なお、清華簡の『別卦』も参考のこと。

## 伝説と論争

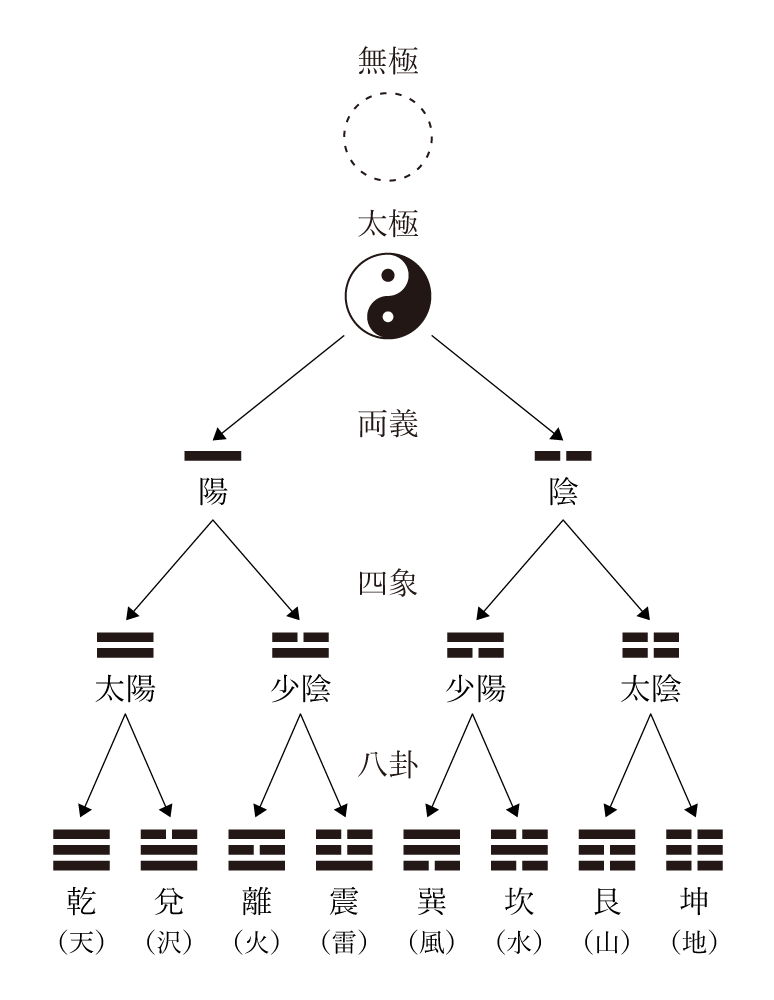
八卦の生成

### 伝説
易経の繋辞上伝には「易は聖人の著作である」ということが書かれている。古来の伝承（『漢書』芸文志）によれば、易の成立は以下のようなものであったという。
まず伏羲が八卦を作り、さらにそれを重ねて六十四卦とした。周の文王がと周公旦が卦辞・爻辞を作ったという。この『易』作成に関わる伏羲・文王（周公）・孔子を「三聖」という（文王と周公を分ける場合でも親子なので一人として数える）。
漢学者の高田眞治は、東洋史学者の白鳥清の説やフレーザー『金枝編』、甲骨文字の研究をもとに、この伝説を下記のように考察している。
- 春秋左氏伝や史記によれば、古代中国には豢竜氏・御竜氏・蓄竜氏などの雨の神・竜を祀るシャーマニズムがあり、彼らは爬虫類を竜と通じる能力が有ると見て飼育していた。
- おそらく伏羲というのはシャーマンで、一種の呪術的な占いを作った古代の酋長のひとりであろう。
- 殷墟から出土した甲骨文字の占いの記録には、易との関係が見られず、殷は亀の甲羅で占う卜占（ぼくせん）という別の占いをしていた。『春秋左氏伝』では卜占と易は別物とされており、易は周代に出来たものだろう。
- 易は周代になってから盛んに行われるようになったため、それで周の文王に結び付けられたのだが、易の本文には文王没後の話がしばしば出てくるので、文王とは無関係であろう。易には殷周革命の話が多いので周の文王が持ち出されたのではないか。
- 周公旦は詩人や文人としても高い能力があり、易の卦辞・爻辞をまとめるのにふさわしい人物だろう。周公旦及びその幕下の賢人・哲人が卦辞・爻辞の作者だと推定できる。

そして、孔子が「伝」を書いて商瞿（しょうく）へと伝え、それ以降儒家である荀子の学派によって儒家の経典として取り込まれた。荀子を経て漢代の田何（でんか）に至ったものとされる。

### 十翼伝説についての論争
孔子が晩年易を好んで伝（注釈、いわゆる「十翼」といわれる彖伝・繋辞伝・象伝・説卦伝・文言伝）を書いたというのは特に有名であり、『論語』述而篇にも
という孔子の述懐が見えており、その他、子路編・憲問編でも易の文を引用して孔子が発言したところがあり、孔子が易と関係があったことは事実であろうと高田眞治は考えている。『史記』孔子世家には「孔子は晩年易を愛読し、彖・繋・象・説卦・文言を書いた。易を読んで竹簡のとじひもが三度も切れてしまった」と書かれており、「韋編三絶」の故事として名高い。
しかしながら、この伝説は古くから疑問視されていた。易の文言が伝承と相違している点が多いためである。その嚆矢となったのは宋の欧陽脩である。彼は著書『易童子問』において「十翼は孔子の著作ではない。複数の人間の著作物だろう。内容が混乱しており、1人の作とは思えない」と疑問を呈した。

宋代以降易経の成立に関する研究が進めば進むほど、伝説が信じがたく、欧陽脩の説が正しいことが明らかになっていった。内藤湖南は論文『易疑』で
と欧陽脩の説を評価し、更に
と述べ、易経は孔子が関わってはいるだろうが、戦国時代に相当な変更があっただろうと考えた。
また高田眞治も、
と述べ、欧陽・内藤の説は定説であることを認めている。
なお、十翼については近現代の学者たちの間でも誰が作者かは様々な説がある。清代から現代日本にかけての学者たちの説を以下に要約する。
- 十翼全てを孔子とは無関係の秦・漢の儒者の作と見なすもの…武内義雄・崔述・三浦國雄・浅野裕一

前述の欧陽脩の説を発展させたもの。根拠としては、杜預が見た晋代出土の『易経』には十翼が全く無かったこと、『論語』など先秦の儒家の説に易についての話がほとんどないこと。浅野裕一もこれに近いが、出土した最古のテキスト「上海簡本」の研究により、秦漢ではなく、それ以前の戦国時代の儒家が徐々に作ったのだろう、武内らは年代を下げて考えすぎているとしている。ただし元勇準は、浅野裕一の見解にたいして、「郭店楚簡の成書年代を戦国中期と見る説を無批判的に従っており、『周易』に対しても思想史的な検討を行っていない」（元勇準『『周易』の儒教経典化研究 : 出土資料『周易』を中心に』）と指摘している。なお本田済は、「孔子が十翼を作ったということだけではない、孔子が易を読んだことすらが疑わしい」と述べている。ただし高田眞治は、「たとえ十翼が孔子自ら筆を下して作ったものでないとしても十翼は孔子門流、特に子思、孟子の学派の手によって成り、その中には孔子の思想が含有せられているものとみてさしつかえないであろう」と述べている。
- 十翼のうち、「繋辞伝」は孔子の作とするが、それ以外を前漢末の劉歆の偽作、もしくは無名の儒者の作と見なすもの…王夫之・皮錫瑞・康有為・顧頡剛

この論者たちは、漢代の記録を重視する。記録にはしばしば「孔子が繋辞伝を作った」という記載があるため、孔子の作とする。すなわち馬王堆漢墓帛書本のように卦辞・爻辞・繋辞伝のみが原型だったというのである。郭沫若は荀子の説が「繋辞伝」に入っていることを指摘したが、荀子は孔子の正当な学問（いわゆる斉魯の学、今文経学、『春秋公羊伝』）を受け継いでおり、伝承の系統も明らかである。逆に『易経』の十翼のうち説卦伝・序卦伝・雑卦伝の三伝は漢末に無名の人物が発見したという記録を重視した。劉歆はこの頃経書（いわゆる公羊伝を否定する古文経学）の偽造を盛んに行っていた疑いがある人物で、『周礼』・『春秋左氏伝』なども彼の偽造という説が存在する。これらは劉歆が担いでいた王莽のお家乗っ取りの理論武装に用いられた。
- 十翼のうち、「彖伝・象伝」は孔子の作とするが、他を別人の作とみなすもの…江藩・毛奇齢

前述の説の異説である。毛奇齢は「宋儒の狂妄なる、欧陽修輩の如き、動もすれば輒ち夫子の作に非ずとするは、忌憚無きの甚だしき者と謂うべし（宋代の儒者、特に欧陽脩のようなやからが、すぐに孔子の作ではないといい出すのは、あまりにもひどすぎるのではないか）」と述べている。清朝考証学では「彖伝・象伝」は孔子の言葉だと信じて疑わない学者は多かった。なお、本田済は、「（清代の考証学について）それは一見、近代的な科学精神に貫かれた学問のようではあるが、なお経書の宗教的権威は無視していないのである」「しかしその科学的批判のメスの及ぶ範囲に限界がある。経典自体の神聖性にまでは及ぼさないのである」と批判している。

### 『春秋左氏伝』について
古代中国、殷代には、亀甲を焼き、そこに現れる亀裂の形（卜兆）で、国家的な行事の吉凶を占う「亀卜」が、神事として盛んに行われていたことが、殷墟における多量の甲骨文の発見などにより知られている。西周以降の文の、「蓍亀」や「亀策」（策は筮竹）などの語に見られるように、その後、亀卜と筮占が併用された時代があったらしい。両者の比較については、『春秋左氏伝』僖公4年の記に、亀卜では不吉、占筮では吉と、結果が違ったことについて卜人が、「筮は短にして卜（亀卜）は長なり。卜に従うに如かず（占筮は短期の視点から示し、亀卜は長期の視点から示します。亀卜に従うほうがよいでしょう）」と述べた、という記事が見られる。『春秋左氏伝』には亀卜や占筮に関するエピソードが多く存在するが、それらの記事では、（亀卜の）卜兆と、（占筮の）卦、また、卜兆の形につけられた占いの言葉である繇辞（ちゅうじ）と、卦爻につけられた占いの言葉である卦辞・爻辞が、それぞれ対比的な関係を見せている。
なお、元勇準は、『春秋左氏伝』における占いの記事は、春秋時代にじっさいに行われた占いの記録ではない、と述べている（元勇準『『周易』の儒教経典化研究 : 出土資料『周易』を中心に』）。包山楚簡などの占いの記録との比較から、春秋時代にはまだ周易は「代表的な占い」として確立していなかった可能性が高いにもかかわらず、『春秋左氏伝』では「権威ある書」として周易を引用しているからである。

## 易の注釈史
『易』にはこれまでさまざまな解釈が行われてきたが、大別すると象数易（しょうすうえき）と義理易（ぎりえき）に分けられる。「象数易」とは卦の象形や易の数理から天地自然の法則を読み解こうとする立場であり、「義理易」とは経文から聖人が人々に示そうとした義理（倫理哲学）を明らかにしようという立場である。
漢代には天象と人事が影響し、君主の行動が天に影響して災異が起こるとする天人相関説があり、これにもとづいて易の象数から未来に起こる災異を予測する神秘主義的な象数易（漢代の易学）が隆盛した。ここで『易』はもっぱら政治に用いられ、預言書的な性格をもった。特に孟喜・京房らは戦国時代以来の五行と呼ばれる循環思想を取り込み、十二消息卦など天文律暦と易の象数とを結合させた卦気説と呼ばれる理論体系を構築した。前漢末の劉歆はこのような象数に基づく律暦思想の影響下のもと漢朝の官暦太初暦を補正した三統暦を作っており、また劉歆から始まる古文学で『易』は五経のトップとされた。
一方、魏の王弼は卦象の解釈に拘泥する「漢易」のあり方に反対し、経文が語ろうとしている真意をくみ取ろうとする「義理易」を打ち立てた。彼の注釈では『易』をもっぱら人事を取り扱うものとし、老荘思想に基づきつつ、さまざまな人間関係のなかにおいて個人が取るべき処世の知恵を見いだそうとした。彼の『易注』は南朝において学官に立てられ、唐代には『五経正義』の一つとして『周易正義』が作られた。
こうして王弼注が国家権威として認定されてゆくなかで「漢易」の系譜は途絶えた。そのなかにあって李鼎祚が漢易の諸注を集めて『周易集解』を残し、後代に漢易の一端を伝えている。
宋代になると、従来の伝ならびに漢唐訓詁学の諸注を否定する新しい経学が興った。易でもさまざまな注釈書が作られたが、「義理易」において王弼注と双璧と称される程頤の『程氏易伝』がある。また「象数易」では数理で易卦の生成原理を解こうとする『皇極経世書』や太極や陰陽五行による周敦頤の『通書』、張載の『正蒙』などがある。ここで太極図や先天図、河図洛書といった図像をが用いられ、図書先天の学という易図学が興った。南宋になると、義理易と象数易を統合しようとする動きが現れ、朱震の『漢上易伝』、朱熹の『周易本義』がある。
周敦頤から二程子を経て後の朱子学に連なる儒教の形而上学的基礎は、『易経』に求められる。

## 主要概念

### 八卦
筮竹を操作した結果、得られる記号である卦は6本の「爻」と呼ばれる横棒（─か- -の2種類がある）によって構成されているが、これは3爻ずつのものが上下に2つ重ねて作られているとされる。この3爻の組み合わせによってできる8つの基本図像は「八卦」と呼ばれる。
『易経』は従来、占いの書であるが、易伝においては卦の象形が天地自然に由来するとされ、社会事象にまで適用された。八卦の象はさまざまな事物・事象を表すが、特に説卦伝において整理して示されており、自然現象に配当して、乾=天、坤=地、震=雷、巽=風、坎=水、離=火、艮=山、兌=沢としたり（説卦伝3）、人間社会（家族成員）に類推して乾=父、坤=母、震=長男、巽=長女、坎=中男、離=中女、艮=少男、兌=少女としたり（説卦伝10）した。一方、爻については陰陽思想により─を陽、--を陰とし、万物の相反する性質について説明した。このように戦国時代以降、儒家は陰陽思想や黄老思想を取り入れつつ天地万物の生成変化を説明する易伝を作成することで『易』の経典としての位置を確立させた。
なお八卦の順序には繋辞上伝の生成論（太極-両儀-四象-八卦）による「乾・兌・離・震・巽・坎・艮・坤」と説卦伝5の生成論による「乾・坤・震・巽・坎・離・艮・兌」の2通りがある。前者を伏羲先天八卦、後者を文王後天八卦と呼び、前者によって八卦を配置した図を「先天図」、後者によるものを「後天図」という。しかし、実際は11世紀の北宋の邵雍の著作『皇極経世書』において初めて伏羲先天八卦、文王後天八卦として図と結びつけられたのであり、先天諸図は邵雍の創作と推測されている。

### 六十四卦
「経」における六十四卦の並び方がどのように決定されたのかは現代では不明である。また六十四卦の卦辞や爻辞を調べる場合、「経」における六十四卦の並べ方そのままでは不便であり、六十四卦を上下にわけることで、インデックスとなる小成八卦の組み合わせによって六十四卦が整理された。その後、小成八卦自体が世界の構成要素の象徴となって、様々な意味が付与されることとなった。
具体例をしめすと、乾は以下のとおりである。
陰陽を示す横線（爻）が6本が重ねられた卦のシンボルがある。次に卦辞が続き卦の名前（乾）と卦全体の内容を様々な象徴的な言葉で説明する。
次に初九、九二、九三、九四、九五、上九（、用九）で始まる爻辞があり、シンボル中の各爻について説明する。6本線(爻)の位置を下から上に、初二三四五上という語で表し、九は陽（）を表している。（陰（）は六で表す。）　爻辞は卦辞と似ているが、初から上へと状況が遷移する変化をとらえた説明がされる。象徴的なストーリーと一貫した主題で説明されることも多い。乾では、陽の象徴である龍が地中から天に登るプロセスを描き判断を加えている。

### 占筮の定義
一般に「占筮」といえば、『易経』に基づいて筮竹を用いて占をすることを言う（太古には「蓍」という植物の茎を乾燥させたものを使っていた。「蓍」とはキク科多年草であるノコギリソウのこと。なお、日本語で「蓍」（和名「メドギ」）は、ノコギリソウではなくてメドハギという豆科の別の植物）。この占においては、50本の筮竹を操作して卦や爻を選び定め、それによって吉凶その他を占う。「卜筮」と同義。

## 占法

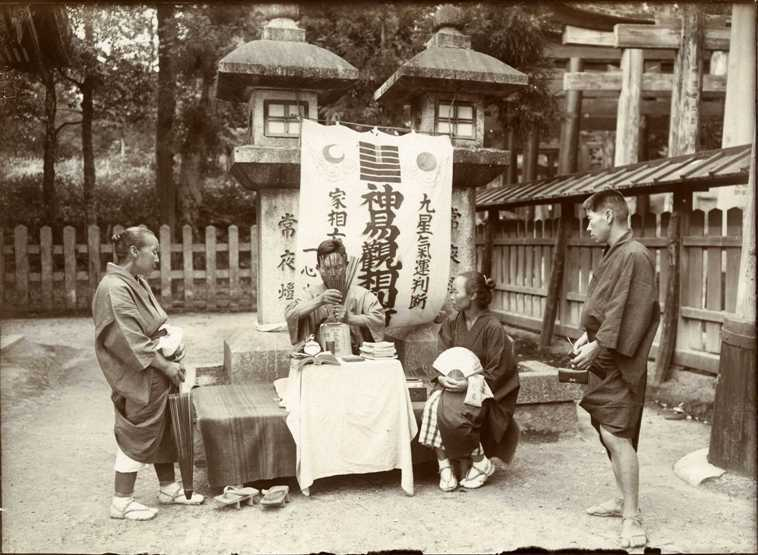
筮竹を使って占う男（1907年、日本、ハーバート・ポンティング撮影）

『易』の経文には占法に関する記述がなく、繋辞上伝に簡単に記述されているのみである。繋辞上伝をもとに唐の孔穎達『周易正義』や南宋の朱熹『周易本義』筮儀によって復元の試みがなされ、現在の占いはもっぱら朱熹に依っている。
易で占うために卦を選ぶことを立卦といい、筮竹をつかう、正式な本筮法、煩雑を避けた中筮法、略筮法（三変筮法）や、コイン（擲銭法）、サイコロなどを利用する簡略化した方法も用いられる。これらによって占いを企図した時点の偶然で卦が選択され、大別すると選ばれた1爻を6回重ねる方法（本筮法、中筮法など）と、選ばれた八卦を2回重ねる方法（略筮法など）がある。さらに各方法には変爻（極まって陰陽が反転しようとしている爻）の有無や位置を選ぶ操作があり状況変化を表現する。このとき選ばれた元の卦を本卦、変化した卦を之卦という。こうして卦が得られた後、卦や変爻について易経の判断を参照し当面する課題や状態をみて解釈し占断をおこなう。

### 本筮法
朱熹の本筮法を筮竹あるいは蓍の使用に限って説明すれば以下のようである。
繋辞上伝には「四営して易を成し、十有八変して卦を成す」とあり、これを四つの営みによって一変ができ、三変で1爻が得られ、それを6回繰り返した18変で1卦が得られるとした。さらに4営は伝文にある「分かちて二と為し以て両に象る」を第1営、「一を掛け以て三に象る」を第2営、「これを揲（かぞ）うるに四を以てし以て四時に象る」を第3営、「奇を扐に帰し以て閏に象る（「奇」は残余、「扐」は指の間と解釈される）」を第4営とした。
- 第1変
  - 50本の筮竹の中から1本を取り、筮筒に戻す。この1本は使用せず、49本を用いる。この1本は太極に象る。
  - 第1営 - 残りの筮竹を無心で左手と右手で2つに分ける。これは天地に象る。
  - 第2営 - 右手の中から1本を抜き、左手の小指と薬指の間に挟む。この1本は人に象り、あわせて天地人の三才に象る。
  - 第3営（1） - 左手分（天策）の本数を右手で4本ずつ数える。これは四時に象る。
  - 第4営（1） - その余り（割り切れる場合には4本）を薬指と中指の間に挟む。これは閏月に象る。
  - 第3営（2） - 右手分（地策）の本数を左手で4本ずつ数える。
  - 第4営（2） - 残った余り（割り切れる場合は4本）を中指と人差し指の間に挟む。第2営からここまでの5操作のうちに閏月を象る残余を挟む操作が2度あることは五歳二閏（5年に約2回閏月があること）に象る。
  - 左手の指の間に挟みこんだ残余の筮竹の総和を求める。必ず9本か5本になる。（なお、第１変では後述のように陰陽に大きな偏りが出るため占いに使うのは適当ではない。偏りを避けるため、占筮には簡略化した中筮法・略筮法・擲銭法を使うべきである。ただし、占いの結果が均等であるべきとの決まりがある訳ではない。結果の偏りも含めて、それが本来の筮法であると解釈する事も可能である。）
- 第2変 - 49本から第1変の結果の9本か5本を抜いた44本または40本の筮竹で四営を行う。すると左手の指に挟みこまれた筮竹の総和は8本か4本になる。
- 第3変 - 第2変の結果の8本か4本を抜いた40本か、36本か、32本の筮竹で四営を行う。すると左手の指に挟みこまれた筮竹の総和は8本か4本になる。
- 画爻 - ここで第1変・第2変・第3変の残数により初爻が決まり、それを記録する作業が行われる。これは筆で板に4種類の記号を書き込むが、卦木（算木）で表すこともできる。残余の数は9本か5本、8本か4本であり、これを多いか少ないかによって区別すると、3変とも多い「三多」、2変が少なく1変が多い「二少一多」、2変が多く1変が少ない「二多一少」、3変とも少ない「三少」となる。これらの総和をそれぞれ最初の49本から引くと数えた筮竹の総数に当たるが、これは四時の4と陰陽の数を相乗じることによって得られるとされる。すなわち老陽の9、少陰の8、少陽の7、老陰の6である。ここで導かれた陰陽の属性を表す記号（重・折・単・交）を初爻の位置に記録する。ここで少陽・老陽は陽爻であるが、少陽が不変爻であるのに対し、老陽は陰への変化の可能性をもった変爻である。また少陰・老陰は陰爻であるが、少陰が不変爻であるのに対し、老陰は陽への変化の可能性をもった変爻である。

| 筮竹       | 筮竹                                        | 爻   | 爻 | 爻         |
| 残余の多少 | 数の意味                                    | 属性 | 数 | 記号       |
| ---------- | ------------------------------------------- | ---- | -- | ---------- |
| 三少       | 5+4+4=13 49-13=36=4*9                       | 老陽 | 9  | □ （重）   |
| 二少一多   | 5+4+8または5+8+4または9+4+4=17 49-17=32=4*8 | 少陰 | 8  | - - （折） |
| 二多一少   | 9+4+8または9+8+4または5+8+8=21 49-21=28=4*7 | 少陽 | 7  | ─ （単）   |
| 三多       | 9+8+8=25 49-25=24=4*6                       | 老陰 | 6  | × （交）   |
- 第4変〜第18変 - 上記と同様の操作を続け、初爻の上に下から上への順に第2爻から上爻までを記録し、6爻1卦が定まる。
- 占断 - 以上の操作で定まった卦を「本卦（ほんか）」といい、さらに本卦の変爻（老陰・老陽）を相対する属性に変化させた卦を求め、これを「之卦（しか）」という。ここではじめて『易経』による占断がなされる。占いの結果は本卦と之卦の卦辞を踏まえたうえで、本卦の変爻の爻辞に求められる。なお2つ以上の変爻がある場合には本卦の卦辞によれ（『春秋左氏伝』）あるいは2変爻であれば本卦のその2爻辞（上位を主とする）により、3爻辞であれば本卦と之卦の各卦辞によれ（朱熹『易学啓蒙』）とされる。
例えば、左手の指に挟んだ残数が第3変までで9・8・4、第6変までで9・4・8、第9変までで5・8・8、第12変までで9・8・8、第15変までで9・4・4、第18変までで5・8・4であったとすると、¦¦×||| と記録され、本卦は¦¦¦|||泰、之卦は¦¦||||大壮となる。これを「泰の大壮に之（ゆ）く」といい、占断は泰・大壮の卦辞を参考にしつつ泰卦の変爻、六四の爻辞によって行われる。

### 中筮法
上記本筮法は18変を必要とし、しかも第1変の陰陽に偏りがあるため、偏りの無い筮法として、6変筮法である中筮法がある。これは第1変第3営において天策を8本ずつ数えその残余（割り切れる場合は0本）に人策の1本を加えた1〜8本によって次のように初爻を決定する。
- 1本ならば乾 　→　老陽（□）
- 2本ならば兌 　→　少陰（- -）
- 3本ならば離 　→　少陰（- -）
- 4本ならば震 　→　少陽（─）
- 5本ならば巽 　→　少陰（- -）
- 6本ならば坎 　→　少陽（─）
- 7本ならば艮 　→　少陽（─）
- 8本ならば坤 　→　老陰（×）

同様のことを6回繰り返して本卦を得る。

### 略筮法
さらに簡略化した3変の略筮法もある。これは中筮法の第1変の結果をそのまま内卦（初爻から第3爻）とし、同様に第2変で外卦（第4爻から第6爻）を求めて本卦を得た後、第3変は6本ずつ数えて人策を加えた残余の1〜6本によって変爻の位置（1→初爻〜6→第6爻）を決定するという方法である。

### その他
また筮竹を用いずに卦を立てる占法もあり、3枚の硬貨を同時に投げて、3枚裏を老陽（□）、2枚裏・1枚表を少陰（- -）、2枚表・1枚裏を少陽（─）、3枚表を老陰（×）とする擲銭法が唐の賈公彦『儀礼正義』に記されている。これは、硬貨の表裏で本筮法の残余の多少を表すとするものであり、他に、硬貨の表裏を以て中筮法の乾兌離震巽坎艮坤を表すとして四象を決める方法や表の枚数の多少をそのまま四象に反映する方法、6枚の硬貨の表裏をそのまま陰陽として並べて本卦にする方法もある。
銭天牛 (初代)は、「なぜ下から積み上げていくのか」という問いにたいして、秤の乗せ方との関係を示唆している。

## 数学との関連性
易卦は二進法で数を表していると解釈でき、次のように数を当てはめることができる。右側は二進法の表示であり、易卦と全く同じ並びになることが理解できる。
- 0　　　000
- 1　　　001
- 2　　　010
- 3　　　011
- 4　　　100
- 5　　　101
- 6　　　110
- 7　　　111

本筮法の第１変においては49本の筮竹を天策（x本）と地策（49-x本）に分け、地策から１本を人策として分ける。よって地策は48-x本となる。第４営後に9本残るのは天策地策ともに4本ずつ残る場合のみであり、これはxが4の倍数の時に限られる。第２変、第３変では4本残る（天地人1−2−1または2−1−1）か8本残る（同3−4−1または4−3−1）かは半々となり偏りはない。（なお、50本から太極として1本除いた49本を使うのではなく、最初に7×7=49本から太極として1本除いた48本を使うとするなら第１変の偏りはなくなる。）
ゴットフリート・ライプニッツ、先天図、八卦の記事も参考のこと。

## その他
- 吉田深保子によれば、ラルフ・ブラムが作ったルーン占いの一種『The Book of Runes』は、易の影響を受けて作られた[25]。
- ヘイズ中村によれば、トート・タロットは、易の影響を受けて作られた[26]。

### 現代
- 『新釈漢文大系　易経（上）』(今井宇三郎訳注・解説／明治書院) ISBN 978-4-625-57023-0
- 『新釈漢文大系　易経（中）』(今井宇三郎／明治書院) ISBN 978-4-625-57024-7
- 『新釈漢文大系　易経（下）』(今井宇三郎・堀池信夫・間嶋潤一／明治書院) ISBN 978-4-625-67314-6
  - 『新書漢文大系　易経』(今井宇三郎／辛賢編、明治書院)  - 上記の抜粋新書版。ISBN 978-4-625-66431-1
- 『易経（上）』(高田眞治・後藤基巳訳注／岩波文庫)1969、 ISBN 978-4003320112
- 『易経（下）』(高田眞治・後藤基巳訳注／岩波文庫) ISBN 978-4003320129
- 『易―中国古典選10』(本田済訳著／朝日選書) 、1978、ISBN 978-4022590107
- 『易経講座―程氏易伝を読む』(上・下、本田済／斯文会) ISBN 978-4896191806 / ISBN 978-4896191813
- 『易学 成立と展開 』（本田済著／講談社学術文庫）ISBN 978-4065250112
- 『易経 中国の思想Ⅶ』(丸山松幸訳／徳間書店) ISBN 978-4198605919 - 改訂版はKindle版。2016年3月
- 『増訂 易経』(三浦國雄訳著／東洋書院) ISBN 978-4885944086
- 『易経　ビギナーズ・クラシックス 中国の古典』(三浦國雄／角川ソフィア文庫：角川学芸出版) ISBN 978-4044072155
- 『易を読む 伊藤東涯「周易経翼通解」全訳』（濱久雄訳／明徳出版社）ISBN 4896199790
- 『易 上 六十四卦 (馬王堆出土文献訳注叢書)』（池田知久・李承律共著／東方書店）、2022年
- 『易 下 二三子問篇 繫辭篇 衷篇 要篇 繆和篇 昭力篇 (馬王堆出土文献訳注叢書)』（池田知久・李承律共著／東方書店）、2022年

### 近代
- 『易と人生哲学』(著：安岡正篤／致知出版社)
- 『易学の研究』(著：上野清／歴史図書出版)
- 『易学概観』(著：兼坂晋／博文館)
- 『易と中庸の研究』(著：武内義雄／岩波書店)
- 『易の話』(著：金谷治／講談社現代新書、改訂版・講談社学術文庫) ISBN 978-4061596160
- 『上代中国陰陽五行思想の研究』(著：小林信明)
- 『宋代易学の研究』(著：今井宇三郎／明治図書)
- 『易経と老子の比較研究』(著：山縣初男)
- 『周公と其の時代』(著：林泰輔)
- 『支那古代史論』『支那天文学の組織と起原』(著：飯島忠夫)
- 『東洋天文学研究』(著：新城新蔵)
- 『殷虚卜辞研究』(著：島那男)
- 『殷周革命』(著：佐野学)
- 『古代殷帝国』(編著：貝塚茂樹／みすず書房)
- 『支那上代思想史研究』(著：出石誠彦)
- 『易の研究』(著：津田左右吉)
- 『周漢思想研究』(著：重澤俊郎)
- 『支那封建社会史』(著：陶希聖、野原四郎訳／四海書房)
- 『易学大講座』(講：加藤大岳／紀元書房（全8巻）) 、易学者による易経講義録
- 『中国古典文学大系12 史記（下）』(訳著：野口定男ほか／平凡社)
- 『周易講義』(講：根本通明）

### 古代から近世
- 『周易正義』(著：孔穎達)
- 『周易虞氏義』(著：張恵言)
- 『易傳』(著：程伊川)
- 『周易集註』(著：来知徳)
- 『周易経翼通解』(著：伊藤東涯)
- 『周易欄外書』(著：佐藤一斎)
- 『玄語』『贅語』『敢語』(著：三浦梅園)
- 『周易本義拙解』（著：平住専安）
- 『易学啓蒙索驥編』（著：平住専安）